# Kettig
Kettig là một đô thị ở huyện Mayen-Koblenz bang Rheinland-Pfalz, phía tây nước Đức. Đô thị Kettig có diện tích 7,78 km².